# Żegota (imię)
Żegota – imię męskie pochodzenia słowiańskiego.
Wywodzi się od słowa żec (czyli „palić”). Imię Żegota uważano za polskie tłumaczenie imienia Ignacy (ze względu na podobieństwo znaczeniowe do łacińskiego ignis – „ogień”). Pojawiło się jednak w polskich zapisach w 1212 roku, a więc ponad sto lat wcześniej niż Ignacy.
W 2001 roku imię nosiło 12 mężczyzn. W 2025 roku nie wystąpiło w publicznie dostępnych danych rejestru PESEL.
Żegota imieniny obchodzi 1 lutego.
Adam Mickiewicz zamierzał nazwać tym imieniem głównego bohatera Pana Tadeusza. Przyjaciel Mickiewicza z czasów wileńskich Ignacy Domeyko był nazywany bowiem Żegotą i pod takim imieniem występuje jako jeden z konspiratorów w III części Dziadów. Pseudonim Żegota nosili też Ignacy Pauli, Ignacy Daszyński oraz Tadeusz Kurcyusz.
W czasie II wojny światowej imię zostało wykorzystane do stworzenia fikcyjnej postaci Konrada Żegoty, będącej kryptonimem Tymczasowego Komitetu Pomocy Żydom, a następnie Rady Pomocy Żydom, znanych jako Żegota.